# Populus hinckleyana
Populus hinckleyana är en videväxtart som beskrevs av Donovan Stewart Correll. Populus hinckleyana ingår i släktet popplar, och familjen videväxter. Inga underarter finns listade i Catalogue of Life.